# Theodor Jordans
Theodor Heinrich Johann Jakob Jordans (* 18. Juli 1863 in Marienbaum; † 5. Juli 1953 ebenda) war ein deutscher Landwirt und Politiker (Zentrum).

## Leben
Jordans besuchte das Gymnasium bis zur Obersekunda. Er arbeitete ab 1880 als praktischer Landwirt und bewirtschaftete einen etwa 80 Hektar großen Betrieb. Daneben war er Mitglied der Landwirtschaftskammer der Rheinprovinz.
Jordans trat in die Zentrumspartei ein. Er war zunächst 1920 Mitglied des Provinziallandtages der Rheinprovinz und wurde später Kreistagsmitglied des Landkreises Moers sowie des Bezirksausschusses II Düsseldorf. Im Dezember 1924 wurde er als Abgeordneter in den Preußischen Landtag gewählt, dem er bis 1932 angehörte. Im Parlament vertrat er den Wahlkreis 23 (Düsseldorf-West).